# Girne (distrikt)
Girne (turecky Girne kazası) je jedním z šesti severokyperských distriktů a zároveň na stejném území jako Distrikt Kyrenia (řecky Επαρχία Κερύνειας) jedním z šesti kyperských distriktů. Hlavní město distriktu je Girne. Je to nejmenší z původních distriktů na ostrově a jako jediný je celý pod kontrolou Severokyperské turecké republiky.
V distriktu žije 46 629 obyvatel. 